# Yonezawa

Yonezawa (米沢市; -shi) é uma cidade japonesa localizada na província de Yamagata.
Em 2003, a cidade tinha uma população estimada em 94 227 habitantes e uma densidade populacional de 171,72 hab/km². Tem uma área total de 548,74 km².
Recebeu o estatuto de cidade em 1 de abril de 1889. Em 28 de janeiro de 1974, a cidade tornou-se irmã do município brasileiro de Taubaté.

## Cidades-irmãs
- Taubaté, Brasil
- Moses Lake, Estados Unidos